# Trebbiano di Aprilia
Il Trebbiano di Aprilia è un vino DOC la cui produzione è consentita nelle province di Latina e Roma.

## Caratteristiche organolettiche
- colore: giallo paglierino più o meno carico.
- odore: vinoso con profumo caratteristico.
- sapore: caratteristico, delicato di trebbiano, armonico alcolico.

## Produzione
Provincia, stagione, volume in ettolitri
- Latina  (1990/91)  16356,34
- Latina  (1991/92)  7832,61
- Latina  (1992/93)  18880,79
- Latina  (1993/94)  15362,13
- Latina  (1994/95)  10266,1
- Latina  (1995/96)  7533,82
- Latina  (1996/97)  8472,06